# Museum der Stadt Neustadt in Holstein

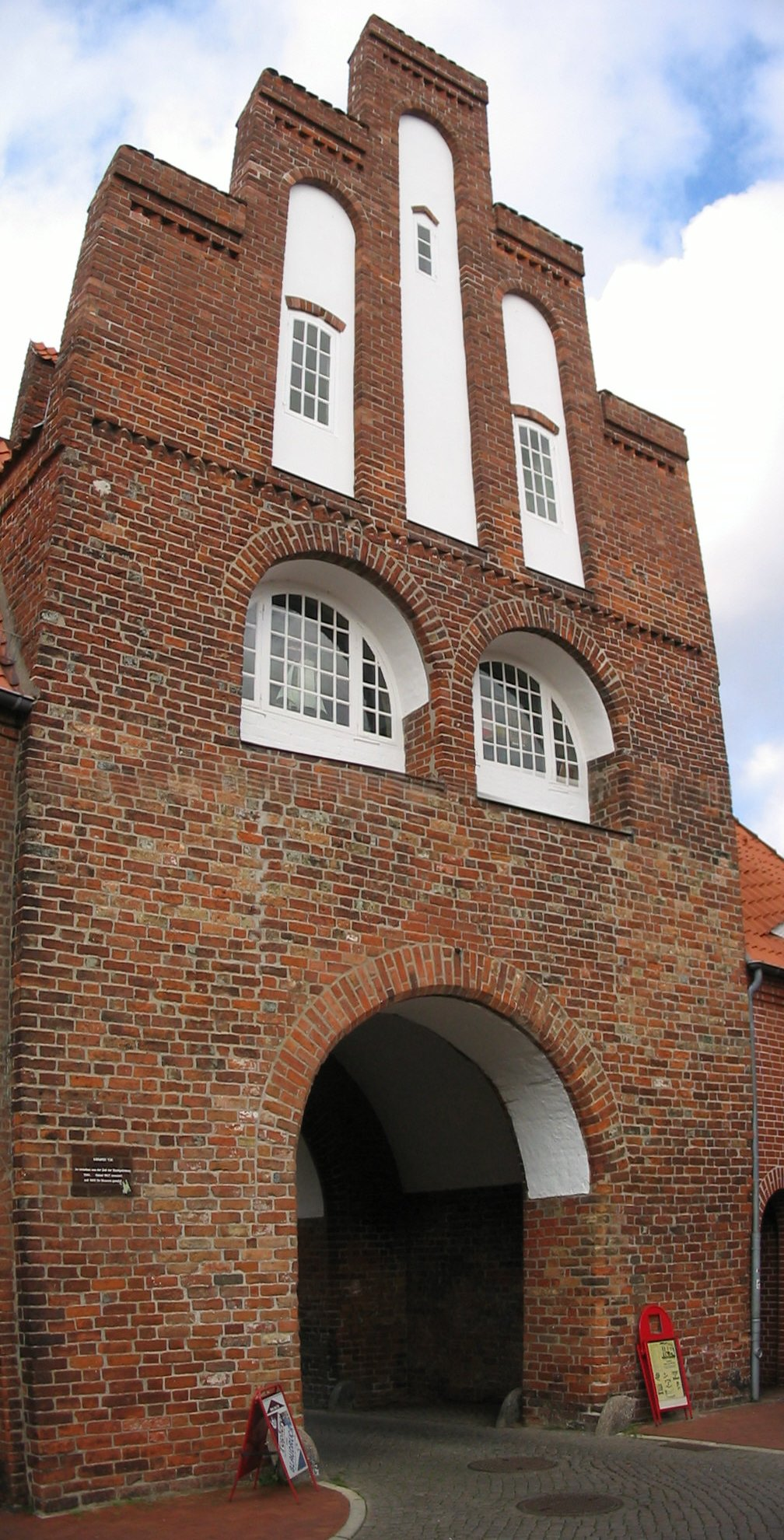
Die Ausstellungsstücke sind teilweise im alten Stadttor untergebracht

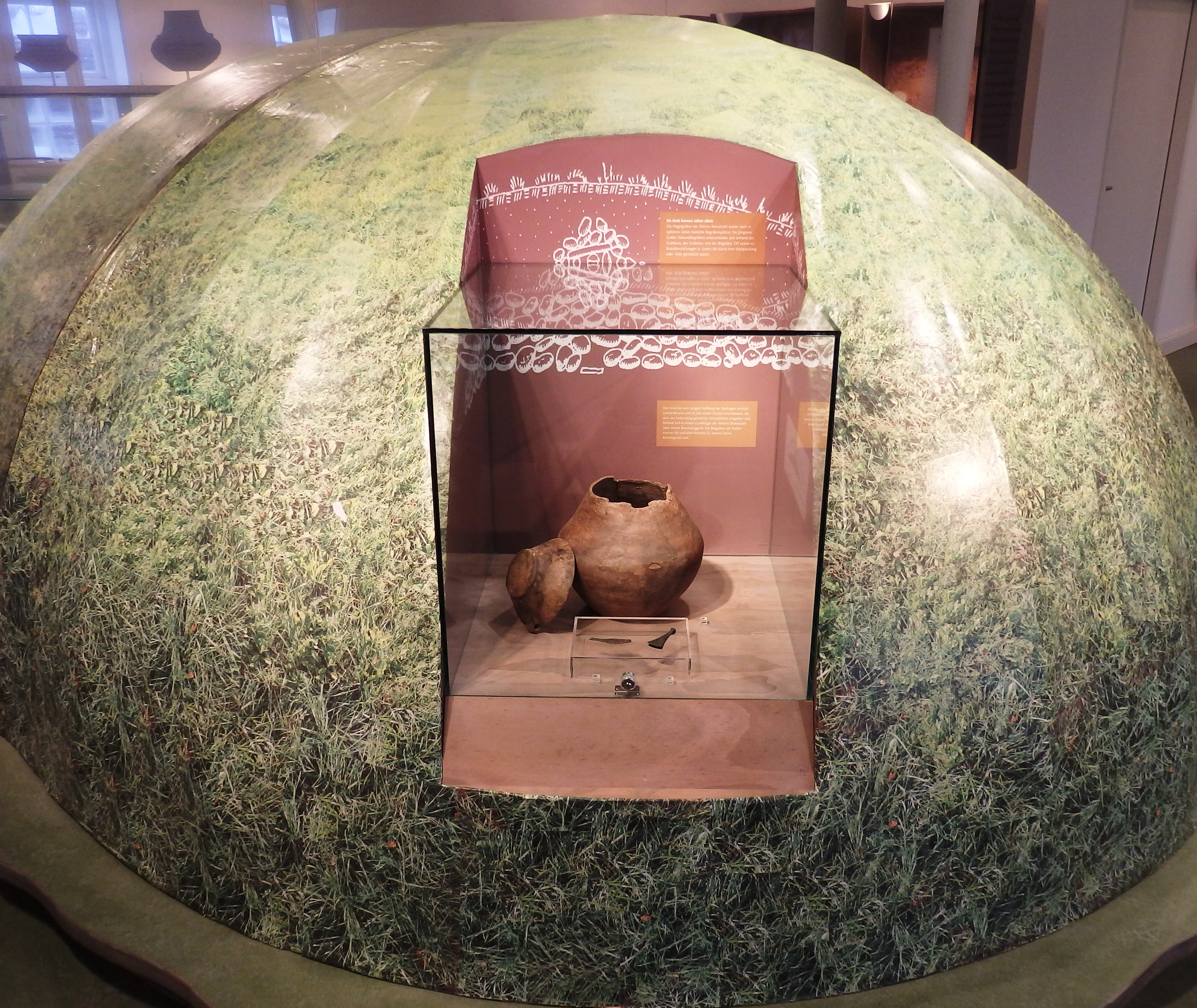
Rekonstruktion eines Grabhügels, Museum zeiTTor (Neustadt/Holstein)

Das zeiTTor – Museum der Stadt Neustadt in Holstein (vorheriger Name: „Ostholstein-Museum in Neustadt in Holstein“) befindet sich im alten Kremper Stadttor und den westlich und östlich daran grenzenden Gebäuden.

## Trägerschaft und Finanzierung
Das Museum wurde im Jahr 1908 als Museum des Kreises eröffnet. Bis Ende 2006 lag die Trägerschaft bei der Stiftung zur Förderung der Kultur und der Erwachsenenbildung in Ostholstein. Am 1. Januar 2007 ging die Trägerschaft für das Museum auf die Stadt Neustadt in Holstein über, die es in „Museum der Stadt Neustadt in Holstein“ umbenannte. Am 14. November 2006 wurde von engagierten Bürgern Neustadts der Verein der Freunde und Förderer des Museums der Stadt Neustadt in Holstein  gegründet. Die 222 Mitglieder des Vereins (Stand Juli 2007) unterstützen das Museum mit finanziellen Mitteln und durch direkte Mithilfe.

## Ausstellung
Die Ausstellungsstücke des Museums der Stadt Neustadt in Holstein beschäftigen sich hauptsächlich mit dem Handwerk und dem Alltagsleben der Menschen der Region im Lauf der Zeit.
So werden zum Beispiel einige Exponate zum Leben und den Werkzeugen der Menschen von der Stein- bis zur Bronzezeit im Bereich der Neustädter Bucht gezeigt. Einige der Exponate beschäftigen sich auch mit dem Zeitraum der slawischen Besiedlung des holsteiner Raumes. Ein weiterer Großteil der Ausstellung behandelt das Leben der Handwerker, Kaufleute und Landwirte im 19. Jahrhundert. So werden zum Beispiel eine alte Zahnarztpraxis und eine alte Malerwerkstatt ausgestellt und man kann auch ein komplettes Wohnzimmer aus der Zeit besichtigen.
Weitere Bereiche der Ausstellung geben einem einen Einblick in die Zeit der Schleswig-Holsteinischen Erhebung, in das aus dem holsteinischen Raum stammende Kunstgewerbe und das Leben der Heimatvertriebenen nach dem Ende des Zweiten Weltkrieges. Hinzu kommt dann noch eine kleine Fossilienausstellung und einige besondere Einzelstücke, wie zum Beispiel die Singorgel des letzten deutschen Bänkelsängers, oder ein ungewöhnlich großer Brautteller aus dem Jahr 1700.

## Auszeichnung
Das Museum wurde im Jahr 2022 – nach einer ersten Auszeichnung 2015 – zum zweiten Mal von der Museumsberatung und -zertifizierung in Schleswig-Holstein mit dem Gütesiegel „Zertifiziertes Museum“ ausgezeichnet. Dafür wurde die Museumsarbeit einer umfassenden Qualitätsprüfung unterzogen. Das Museum der Stadt Neustadt in Holstein zählt damit zu den 30 schleswig-holsteinischen Museen, die diese Auszeichnung tragen dürfen.

## Angegliedert: Cap-Arcona-Museum

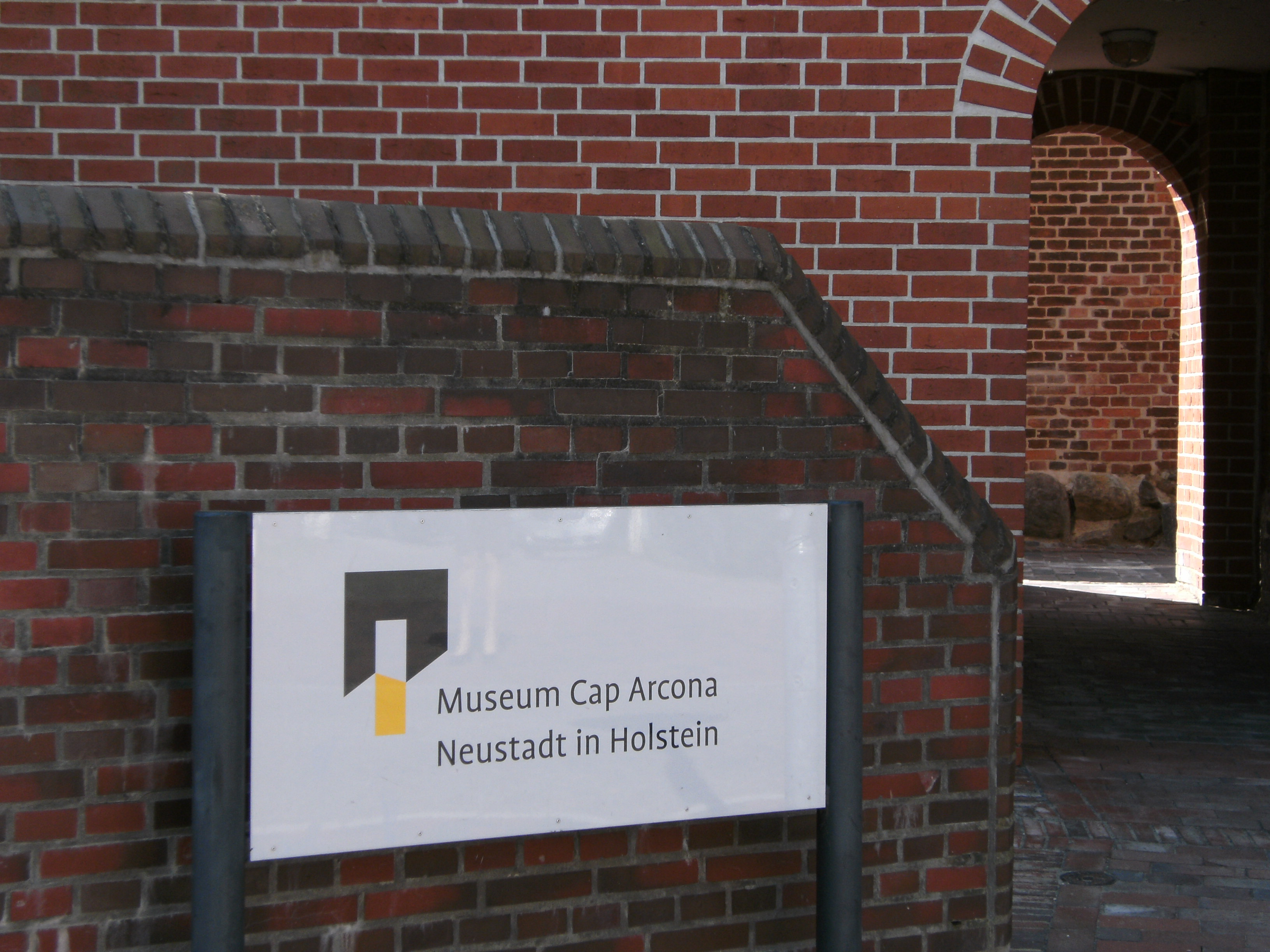
Hinweisschild am Kremper Tor auf das Cap-Arcona-Museum.

Im dafür neu errichteten östlichen Anbau des Museums wurde eine Ausstellung zum Cap-Arcona-Unglück eingerichtet. Das Cap-Arcona-Museum ist vom zeiTTor Museum der Stadt Neustadt in Holstein aus über Treppen zugänglich.
Im ersten Stockwerk (im Raum über dem Torbogen) sind Fotografien zu den Cap-Arcona-Grabstätten rund um die Lübecker Bucht und Bilder von Gedenkfeiern ausgestellt. Auf Landkarten ist der Todesmarsch der KZ-Insassen vom Konzentrationslager Auschwitz nach Schleswig-Holstein und der Seetransport der Gefangenen aus dem Konzentrationslager Stutthof nach Neustadt in Holstein schematisch eingezeichnet. Der Großteil der Häftlinge kam aus dem Konzentrationslager Neuengamme. Im Erdgeschoss werden Original-Überreste der Cap Arcona gezeigt (Planke aus Teakholz, Umrandung eines Bullauges), weiter eine blau-weiß gestreifte Jacke und Hose, die Bekleidung der KZ-Gefangenen, ein Esskübel und Fragmente von Schuhen.